# 宮下嶺夫
宮下 嶺夫（みやした みねお、1934年 - ）は日本の翻訳家。日本翻訳協会会員。主に児童書の翻訳を手掛ける。

## 略歴
京都府京都市生まれ。慶應義塾大学文学部卒業。

## 主な訳書
- 『クリスティーナの誘拐』 (評論社、児童図書館・文学の部屋 SOSシリーズ 2)  1984
- 『誕生日の殺人者』 (ジェイ・ベネット、評論社、児童図書館・文学の部屋 SOSシリーズ 3) 1984
- 『市民トム・ペイン - 「コモン・センス」を遺した男の数奇な生涯』（ハワード・ファースト、晶文社アルヒーフ） 1985
- 『闇の中のデービッド』 (ニーナ・ボーデン、評論社、児童図書館・文学の部屋 SOSシリーズ 6) 1986
- 『ヘミングウェイ キューバの日々』（N・フエンテス、晶文社）1988
- 『ディナー・パーティー - ある上院議員の長い一日』（ハワード・ファースト、サイマル出版会） 1989
- 『もし冬が来たら』（リン・ホール、評論社、児童図書館・文学の部屋） 1990
- 『ノウサギの選択』 (デニス・ハムリー、評論社、児童図書館・文学の部屋)  1994
- 『エルフたちの午後』 (ジャネット・テーラー・ライル 、評論社、児童図書館・文学の部屋） 1994
- 『女王の鼻』 (ディック・キング＝スミス 、評論社、児童図書館・文学の部屋)  1994
- 『癌とたわむれて』（アナトール・ブロイヤード、晶文社、メディカル・エッセイ外国文学） 1995
- 『黄昏の猫たち』（サマンサ・ムーニー、めるくまーる） 1997
- 『スロットルペニー殺人事件』（ロジャー・J・グリーン、評論社、ヤング・アダルト・海外傑作ミステリー） 1998
- 『オラドゥール 大虐殺の謎』（ロビン・マックネス、小学館文庫） 1998
- 『真珠湾攻撃』（ウォルター・ロード、小学館文庫) 1999
- 『殺意のシナリオ』（ジョン・フランクリン バーディン、小学館、SHOGAKUKAN MYSTERY） 2003
- 『魔法のゆび』（ロアルド・ダール、評論社、ロアルド・ダールコレクション3)  2005
- 『ぼくのつくった魔法の薬』（ロアルド・ダール、評論社、ロアルド・ダールコレクション10)  2005
- 『マチルダは小さな大天才』（ロアルド・ダール、評論社、ロアルド・ダールコレクション16)  2005
- 『ピノチェト将軍の信じがたく終わりなき裁判 - もうひとつの9・11を凝視する』（アリエル・ドルフマン、現代企画室） 2006
- 『スペイン内戦 - 包囲された共和国 1936-1939』（ポール・プレストン、明石書店、世界歴史叢書） 2009
- 『ウルフ谷の兄弟』（デーナ・ブルッキンズ、評論社、海外ミステリーBOX） 2010
- 『マデックの罠』（ロブ・ホワイト、評論社、海外ミステリーBOX） 2010
- 『ベルリン危機1961 ケネディとフルシチョフの冷戦』上・下（フレデリック・ケンプ、白水社） 2014
- 『ヒトラーの絞首人ハイドリヒ』（ロベルト・ゲルヴァルト、白水社） 2016
- 『ナチ・ドイツの終焉 1944-45』（イアン・カーショー、白水社） 2021
- 『ベアトリスの予言』（ケイト・ディカミロ、評論社） 2023

### ロイド・アリグザンダー
- 『イリリアの冒険』 (ロイド・アリグザンダー、評論社、児童図書館・文学の部屋、ベスパー・ホリー物語1） 1994
- 『エルドラドの冒険』（ロイド・アリグザンダー 、評論社、児童図書館・文学の部屋、ベスパー・ホリー物語2） 1994
- 『フィラデルフィアの冒険』（ロイド・アリグザンダー、評論社、児童図書館・文学の部屋、ペスパー・ホリー物語3） 1995
- 『怪物ガーゴン、とぼく』（ロイド・アリグザンダー、評論社、児童図書館・文学の部屋） 2004
- 『王国の独裁者』（ロイド・アリグザンダー 、評論社、ウェストマーク戦記1） 2008
- 『ケストレルの戦争』（ロイド・アリグザンダー、評論社、ウェストマーク戦記2） 2008
- 『マリアンシュタットの嵐』（ロイド・アリグザンダー、評論社、ウェストマーク戦記3） 2008
- 『ゴールデンドリーム - 果てしなき砂漠を越えて』（ロイド・アリグザンダー、評論社） 2014